# Bataille de Marcianopolis
Guerre des Goths (377-382)
Batailles
Bataille des Saules · Bataille de Dibaltum · Bataille d'Andrinople (378)
La bataille de Marcianopolis a eu lieu à l'hiver 376-377 à environ 15 kilomètres à l'Ouest de Marcianopolis (aujourd'hui Devnya en Bulgarie). Celle-ci a opposé une armée de l'Empire romain d'Orient forte de 5 000 hommes, commandée par le comte Lupicin, à une armée de Goths commandée par Fritigern, forte de 7 000 à 8 000 hommes. Cette bataille, remportée par les Goths, est le premier affrontement notable de la guerre des Goths de 377-382.

## Source
L'historien et militaire romain Ammien Marcellin, contemporain de la bataille, rapporte le contexte de l'affrontement et le déroulement de la bataille au livre XXXI de son Res Gestae.

## Contexte

### Accueil des Goths dans l'Empire à l'été 376
À l'été 376, un nombre important de Goths fuyant les Huns se présente aux frontières de l'Empire sur les rives du Danube. L'empereur romain d'Orient Valens, qui voit notamment dans cet événement l'opportunité de renforcer son armée, les autorise à franchir le fleuve et à s'installer dans l'empire. Les Goths sont installés dans un camp de réfugiés près de Durostorum. Affamés et désespérés, les réfugiés sont victimes de la vénalité des officiers romains qui mettent en place un système de marché noir et exploitent leurs femmes et leurs filles.
Ne réussissant pas à désarmer les Goths de plus en plus mécontents de la situation, les Romains les déplacent jusqu'à un nouveau camp près de Marcianopolis, en vue de disperser les immigrants dans les provinces de l'Empire.

### Tentative d'assassinat des chefs Goths lors d'un banquet
Après avoir rassemblé les Goths près de la ville, le commandement des forces romaines en Thrace, Lupicin, qui a lui-même pris part au système d'exploitation des Goths, invite les principaux chefs des Goths dont Alaviv et Fritigern à un banquet organisé à Marcianopolis.

Pendant le banquet, le reste des Goths cherche à atteindre Marcianopolis pour s'approvisionner en vivres. Le refus de la garnison romaine de les laisser passer provoque un affrontement devant la ville. Lorsque la nouvelle de ces heurts parvient à Lupicin, celui-ci décide en réaction de faire assassiner les chefs. Selon Ammien Marcellin :

« Après avoir invité Alaviv et Fritigern à un banquet, Luicin posta des soldats face au gros des troupes barbares et les tint à distance des murailles de la ville. [...] Une grande querelle éclata entre les habitants et ceux qui étaient bloqués dehors ; elle atteint un tel point que le combat devint inévitable. Sur quoi les barbares [...] tuèrent et dépouillèrent un grand nombre de soldats. Quand Lupicin apprit par un message secret ce qui était arrivé, [...] il fit mettre à mort les escortes des deux chefs qui, comme gardes d'honneur et pour assurer leur sécurité, les attendaient devant les quartiers du général. »

Les chefs Goths négocient cependant leur libération et regagnent le camp où les attendent le reste de la troupe. Dès le lendemain, les réfugiés pillent la campagne alentour en représailles.

## Déroulement de la bataille

### Avant la bataille
Lupicin rassemble toutes les troupes disponibles dans la ville, comprenant à la fois la garnison de Marcianopolis, les troupes frontalières (limitanei) et ses propres soldats. L'ensemble représente environ 5 000 soldats. À la tête de ses troupes, Lupicin se met en marche vers le camp des Goths, situé à une quinzaine de kilomètres de la ville.

### Pendant la bataille
Sur le champ de bataille, les Romains adoptent une position défensive face à un ennemi largement supérieur en nombre, disposant de 7 000 à 8 000 hommes sur le terrain. Les Goths lancent immédiatement un assaut général et brisent les lignes de l'armée romaine. Les vétérans romains combattent avec courage mais Lupicin prend la fuite après que plus de la moitié de son armée a été tuée. Après sa retraite, les Goths restent maîtres du champ de bataille.

### Après la bataille
Les Goths profitent de leur victoire pour récupérer les armes romaines laissées sur le terrain. Ils entament le pillage de la région, qui se poursuit durant plus de 5 ans, jusqu'à la conclusion d'un traité de paix en 382. Ils sont rejoints après la bataille par des esclaves en fuite, des ouvriers agricoles et des mines impériales, qui viennent grossir leurs rangs.
En réaction aux événements de Marcianopolis, les empires romains d'Orient et d'Occident décident d'envoyer des troupes pour rétablir la situation militaire en Thrace. Celles-ci n'arrivent dans la région que quelques mois plus tard, à l'été 377.